# Embalse de Caspe
El embalse de Caspe (por el municipio en el que se ubica), embalse de Caspe II (para diferenciarlo del embalse de Mequinenza, que también abarca parte del término de Caspe) o embalse de Civán (por el azud preexistente) es un embalse en el río Guadalope.
Fue construido sobre el antiguo azud y acequia de Civán, del que se extraía el agua para riegos cercanos. Usado desde tiempos medievales, cubría 4400 ha en Caspe y Chiprana. La construcción del embalse de Mequinenza en la década de 1960 supuso la pérdida de 4500 ha de tierra de cultivo en la desembocadura del Guadalope al ser inundadas para el proyecto. Eso motivó la reivindicación local de proyectos que permitieran regar una cantidad similar. Así, desde la década de 1970, se planteó la ampliación del sistema de Civán. En 1989 finalizó la construcción de una presa que permitiera regular el caudal del río Guadalope y aumentar la superficie regada. Así, la acequia fue complementada por el nuevo canal de Caspe.

## Usos
Además de su uso para regulación y riego, se practica la pesca. El embalse es conocido por la presencia del black bass.